# كأس الاتحاد الكوري الجنوبي 2010
كأس الاتحاد الكوري الجنوبي 2010 (هانغل: FA컵 2010) هو موسم من كأس الاتحاد الكوري الجنوبي. كان عدد الأندية المشاركة فيه 49، وفاز فيه سوون سامسونغ بلووينغز.